# 鉱業
鉱業（こうぎょう、英語：mining）とは、鉱物などの地下資源（場合によっては地表にあるものを含む）を鉱脈や鉱石から資源として取り出す産業である。卑金属、貴金属、鉄、ウラン、石炭、オイルシェール、岩塩、炭酸カリウムなどが採取される。農業で生産できない材料や、研究室や工場で化学合成で作れない材料を一般に採掘する。広い意味では任意の再生不可能な資源の採取を含み、石油や天然ガス、さらには化石水（ヨウ素などの採取に使用）の採掘も含む。

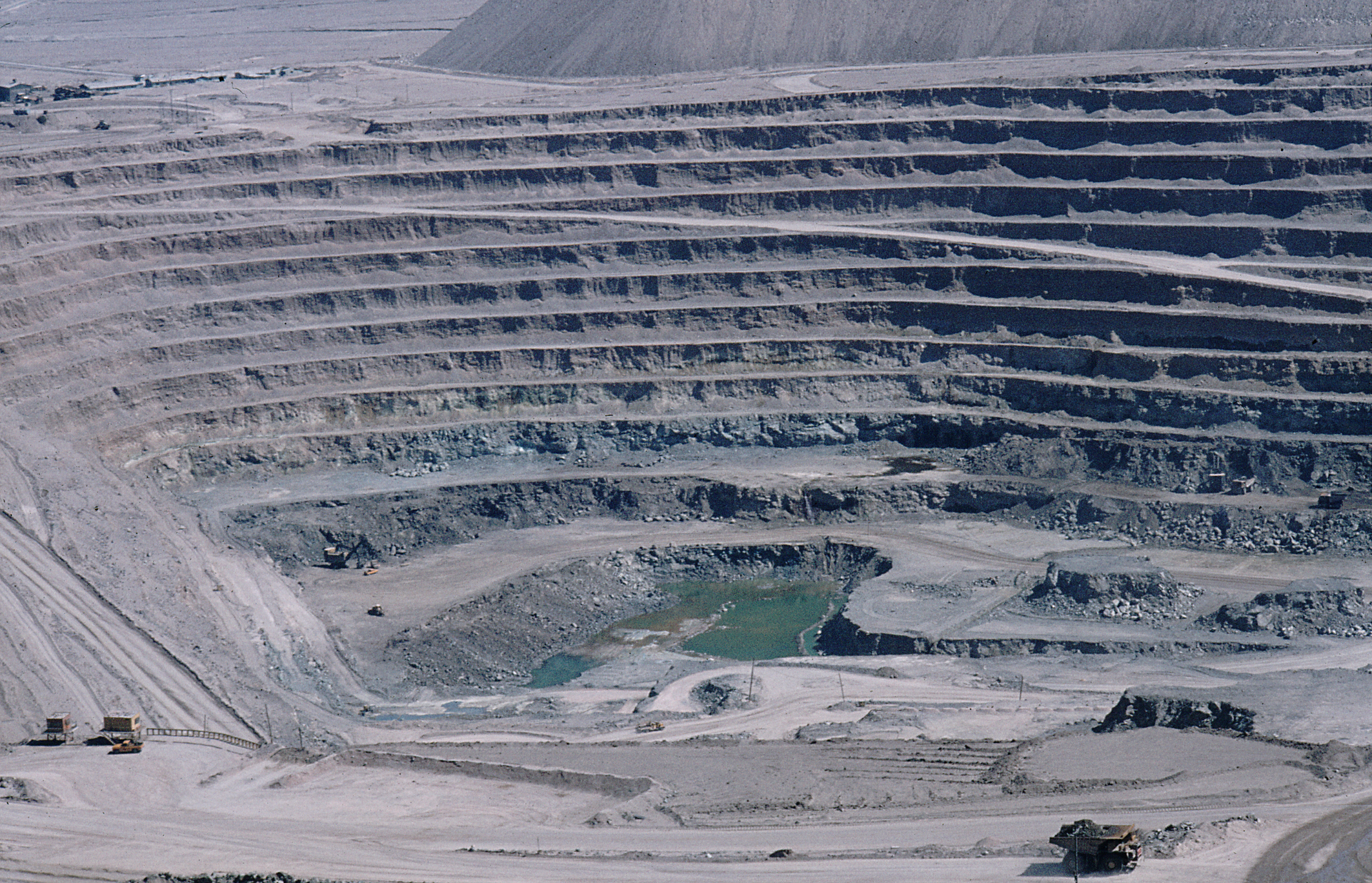
チリのチュキカマタにある銅鉱山。露天掘りでは、外周が世界最大で深さが世界2位である。

日本は鉱業法では「鉱業」は「鉱物の試掘、採掘及びこれに附属する選鉱、製錬その他の事業」と定義されており（鉱業法4条）、鉱業法の適用鉱物について同法3条で定めている。
音が同じ「工業」などと区別するために「山の鉱業」「金偏の鉱業」などと称することもある。
石や金属の採掘は先史時代から行われていた。現代の鉱業では、鉱体を試掘し、計画中の鉱山の潜在的利益を分析し、必要な素材を抽出し、閉山となった鉱山の土地を最終的に何かに再利用するところまでを含む。鉱山は操業中だけでなく、閉山になってから何年か経っても、周囲の環境の悪影響を及ぼすことがある。このため多くの国々では、鉱山の悪影響を軽減するよう規制を設けている。安全性も重要な課題であり、近年では鉱山における安全は大幅に改善されつつある。

## 歴史

### 先史時代

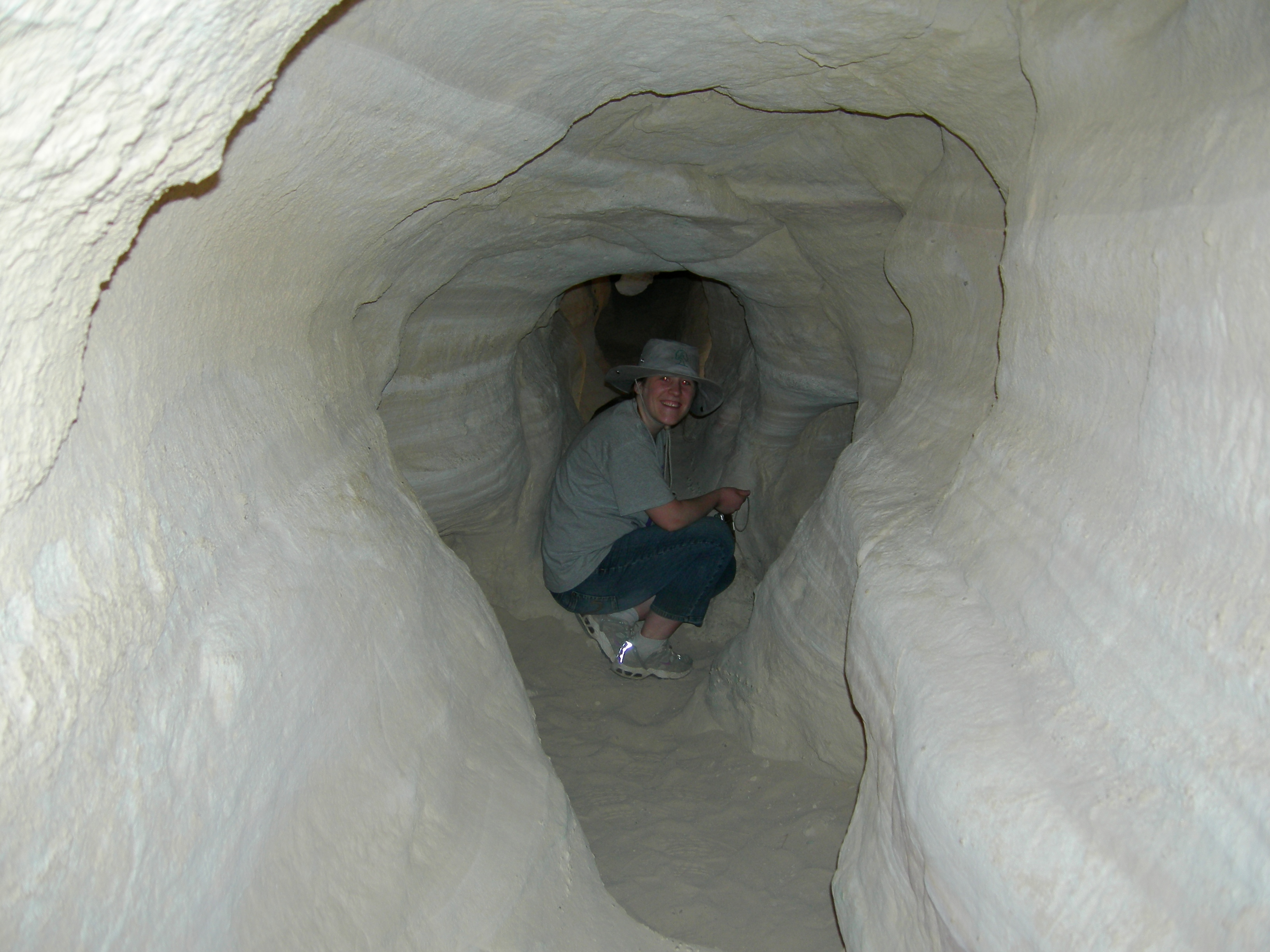
イスラエルのネゲヴにある金石併用時代の銅山

文明の始まった当初から人々は岩石や粘土、後には金属などを地表やごく浅いところから採取して使っていた。それらは道具や武器の製造に使われ、例えばフランス北部やイギリス南部で産出する高品質の燧石は石器の製作に使われていた。燧石の鉱山はチョークの層の中にあり、地下の鉱脈を追って縦坑や坑道を掘った。特に有名な燧石鉱山跡として Grimes Graves があり、他の燧石鉱山と同様、新石器時代（紀元前4000年から紀元前3000年ごろ）を起源とする。イギリスの湖水地方にあった Langdale axe industry では greenstone と呼ばれる石器に適した岩石を産出した。
既知の最古の鉱山としては、エスワティニの "Lion Cave" がある。放射性炭素年代測定によるとこの鉱山は4万3千年前の旧石器時代のもので、赤鉄鉱を産出し、赤い顔料の原料に使われていた。ほぼ同年代に、ハンガリーでネアンデルタール人が燧石を採掘し、武器や道具を作っていたと考えられている。

### 古代エジプト
古代エジプト人はマーディで孔雀石を採掘していた。当初エジプト人は明緑色の孔雀石を装飾や陶器に使っていた。紀元前2613年から紀元前2494年にかけて、大規模な建築計画のためにエジプト国内では産出しない鉱物や他の資源を確保するために Wadi Maghara への海外遠征を必要とした。トルコ石や銅の採掘場跡が Wadi Hammamat、Tura、シナイ半島のヌビア人居住地域、ティムナ などで見つかっている。古代エジプトの鉱業は初期の王朝時代に始まり、中でもヌビアの金鉱が最も大きく発展した。これについては、シケリアのディオドロスが著作に記している。それによると、金を含む硬い岩を砕く方法として火力採掘（火入れ法）が行われていたという。

### 古代ギリシアと古代ローマ

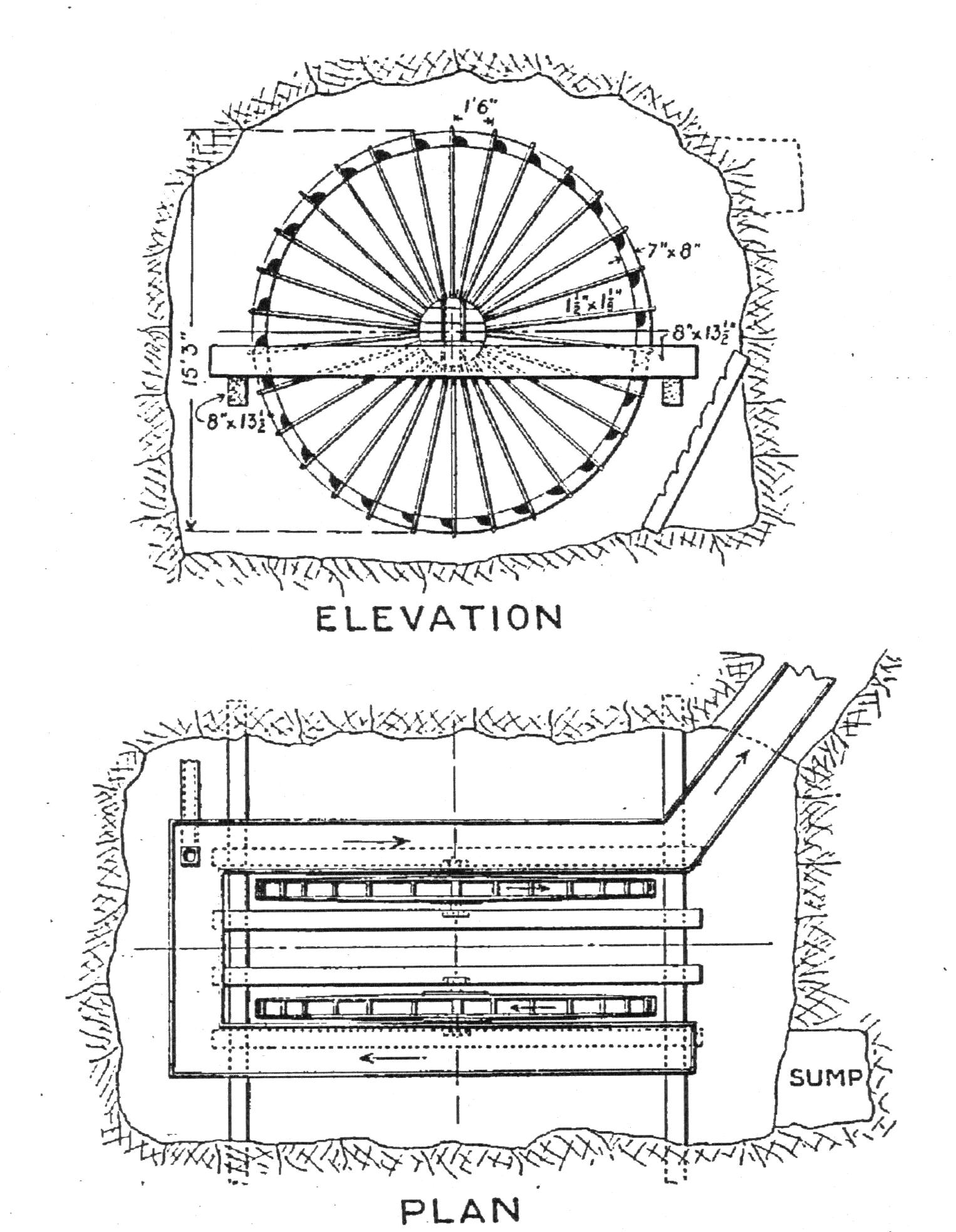
リオ・ティント鉱山の排水用水車

ヨーロッパにおける鉱業の歴史は古く、例えば Laurium の銀鉱はギリシアの都市国家アテナイを支えていた。しかし、鉱業を大規模化させたのは古代ローマ人で、特に多数の用水路を採掘現場にひき、大量の水を使えるようにした。水の用途は様々で、採掘現場から土や余分な岩を取り除くのにも使われた。これを水力採掘と呼ぶ。また、採掘した鉱石を洗うのにも使ったし、単純な機械を水力で駆動した。彼らは大規模に水力採掘を行って鉱脈の在り処を探る方式をとっていた。hushingと呼ばれる現在では行われない方法である。そのため、多数の用水路を建設して水を供給し、採掘現場に大きなため池やタンクを作って水を蓄えた。満杯になった水を解放すると、その流れの力で土が洗い流され、金脈を含む岩盤があらわになる。次に、その岩盤を火力採掘法で熱し、再び水流を使って急速に冷却する。このような熱衝撃で岩盤が割れ、さらに水を流すことで岩の破片を岩盤から除去できる。同様の技法はコーンウォールの錫石鉱床やペナイン山脈の鉛鉱山でも使われた。この技法は紀元25年、スペインのラス・メドゥラスにあった沖積層の大きな金鉱床から採掘するために古代ローマ人が開発した。その地では近くの川から7本の長い用水路を建設した。スペインは最重要採掘地域だったが、ローマ帝国全土で試掘が行われている。彼らはリオ・ティントなどの深い鉱山で排水するために逆上射式水車を使った。グレートブリテン島でも原住民が千年に渡って採掘を行っていたが、ローマ帝国に征服されると採掘規模が劇的に変化した。グレートブリテン島ではローマ人が必要としていた金、銀、スズ、鉛が産出した。ローマの採掘技法は地表に限ったものではなく、露天掘りが適さない場合は、鉱脈を追って地下に掘り進んでいった。Dolaucothiでは、まず露天掘りで鉱脈を明らかにし、次に坑道を掘っていった。坑道の入り口は特に火力採掘法を使うときの排気口としても使われた。同じ鉱山の別の場所では、地下水面にぶつかってしまい、排水のために様々な機械を使った。特に逆上射式水車をよく使った。スペインのリオ・ティントの銅山では、16機の逆上射式水車を2つ1組にして直列に連結し、水を約24mの高さまで汲み上げていた。それらは、坑夫が頂上の羽根板の上に立って、踏車のように動かす。そのような装置は古代ローマの鉱山で多数発見されており、一部は大英博物館やウェールズ国立博物館が所蔵している。

### 中世-近世ヨーロッパ

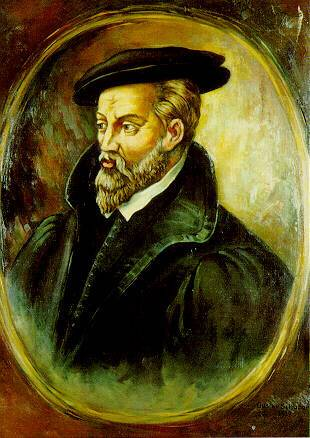
『鉱山書』を書いたゲオルク・アグリコラ

産業としての鉱業は中世に劇的な変貌を遂げた。中世前期の鉱業は、主に銅、青銅、鉄の採掘を行っていた。他にも貴金属を主に装飾と造幣のために採掘していた。もともと金属は露天掘りが中心で、ごく浅いところで採掘し、坑道を地中深く掘るということは少なかった。14世紀ごろ、武器、鎧、あぶみ、蹄鉄などの需要が増え、鉄の需要が増えた。例えば、中世の騎士は重い鎧や鎖帷子を身につけ、剣やランスなどの武器を装備していた。軍事目的での鉄への依存が強まるにつれ、必要に迫られて鉄の増産が進んだ。
新たな鉄の軍事用途が登場したころ、ヨーロッパでは11世紀から14世紀にかけて人口が爆発的に増加し、通貨不足となって貴金属の需要も増えた。1465年、あらゆる銀鉱が既存技術で排水可能な限界の深さに到達し、銀が採掘できないという危機的状況が発生した。紙幣の使用が増え、販売信用という仕組みも使われていたが、貴金属の価値と需要は衰えず、硬貨の需要は相変わらず中世の鉱業を推進する力となっていた。水車場という形態での水力利用は幅広く、鉱石を砕いたり、坑道から鉱石を引き上げたり、大きな鞴を動かして坑道を換気したりするのに使われた。1627年、ハンガリー王国のシェルメツバーニャ（現在はスロバキアのバンスカー・シュチャヴニツァ）で初めて採掘に黒色火薬を使用した。黒色火薬は岩盤や土を爆破して鉱脈を明らかにすることを可能にし、火力採掘（岩盤を火で熱して水で冷却することで崩す方式）よりもずっと速かった。黒色火薬はそれまで不可能だった場所でも金属や鉱石の採掘を可能にした。1762年、シェルメツバーニャに世界初の鉱業アカデミーが創設された。
農業においてもプラウの鉄の刃のように技術革新が広まり、建築における鉄の利用の増大もこの時代の鉄生産の増大を推し進める要因となった。スペインでは、採掘した鉱石を粉砕するのにひき臼などの発明を使うようになった。この装置は家畜の力を利用し、古代の中東で穀物の脱穀に使っていた技術と同様の原理で動作する。
中世の鉱業技法については、Biringuccioの De la pirotechnia や特にゲオルク・アグリコラの『鉱山書』(De re metallica, 1556) に詳しい。これらの本にはドイツやザクセンの鉱山で使っていた各種鉱業技法が詳述されている。アグリコラの著書によれば、中世の鉱山事業者が最も悩まされたのは、坑道の排水問題だったという。坑道を深く掘り進んでいくと、地下水脈にぶつかって坑道が水没する危険性が高まる。そのため様々な機械や家畜を使ってポンプ機構を駆動するようになり、鉱業が劇的に効率化されていった。
近世においても鉱業は、国王など富裕層の私的財産を築く基礎となり続けた。16世紀から18世紀にかけた重商主義時代のドイツでは、財産を形成するために必要な経営学的知識や自然科学的技術を広く包含した官房学が発達。その中でも収入を得るための知識の一つとして鉱業が重視され、鉱山の経営や生産に関するノウハウの蓄積が進んだ。

### 南北アメリカ

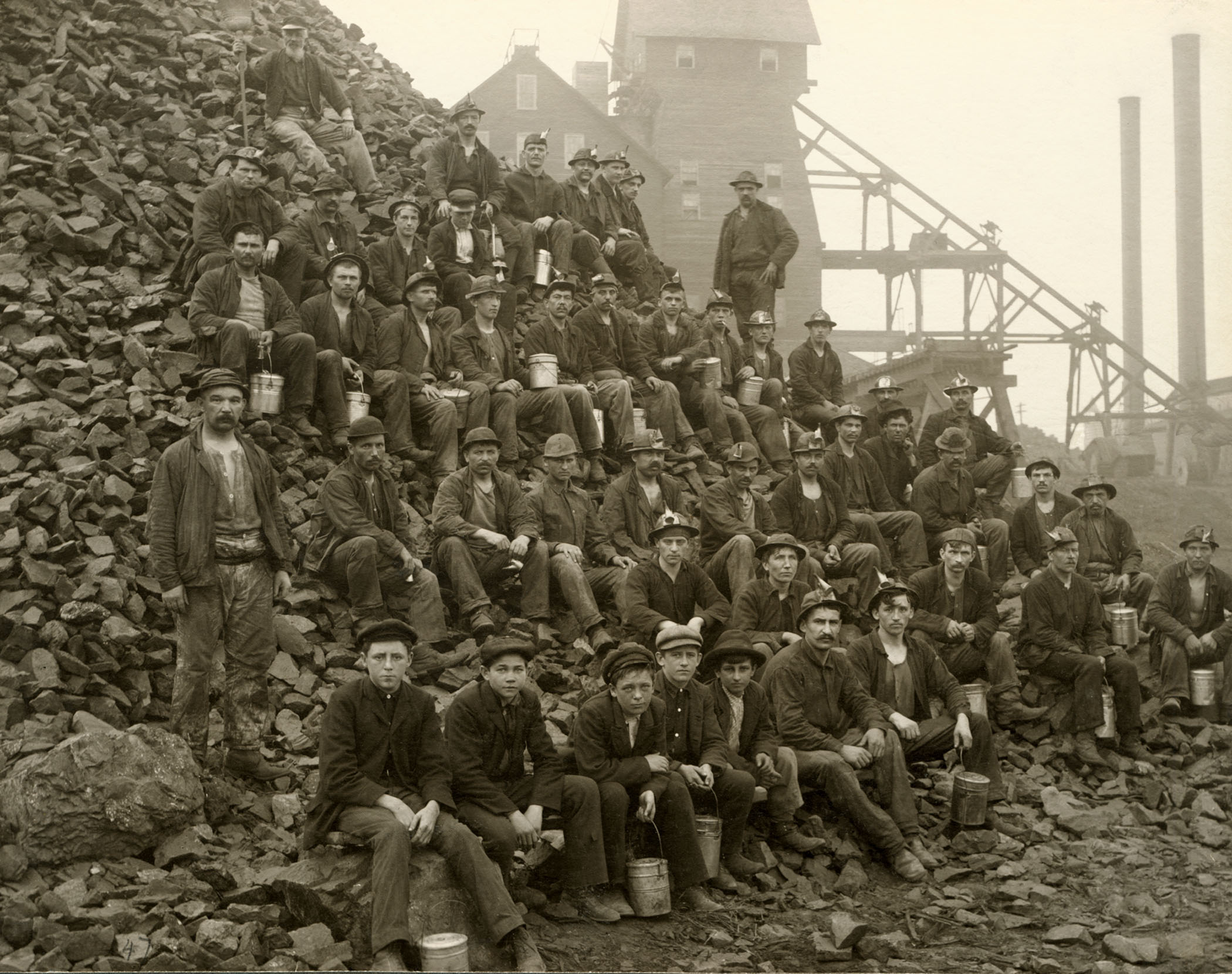
ミシガン州の銅鉱山（1905年）

北アメリカでは、スペリオル湖沿岸に先史時代の銅山の遺跡がある。先住民は少なくとも5千年前に銅の採掘を始め、銅製の器具や鏃や工芸品が見つかっている。さらに、黒曜石や燧石や他の鉱石も採掘され、使われていた。初期のフランス人開拓者がその鉱山跡に遭遇したが、輸送手段がないため金属の利用方法がなかった。結局、銅は主要な川を使って大陸中で売買されるようになった。カナダのマニトバ州には、古代の石英鉱山がある。
アメリカ大陸の開拓初期には、主に中央アメリカや南アメリカの鉱山で採掘された金や銀がスペインのガレオン船団に収容され、即座にヨーロッパに送られていた。紀元700年ごろにはトルコ石の採掘が行われていた。ニューメキシコ州の Cerillos Mining District では、石器を使って1万5千トンもの石が採掘されたと推定されている。
19世紀になるとアメリカ合衆国で鉱業が盛んになり、1872年の鉱業法 (General Mining Act of 1872) で連邦所有地での鉱業開発に拍車がかかった。19世紀中ごろのカリフォルニア・ゴールドラッシュに代表されるように、鉱物や貴金属の採掘と牧場の拡大が西部開拓を太平洋岸まで推し進める主な要因となった。鉄道が敷設されると、さらに多くの人々が鉱山の仕事を目当てに西へと移住していった。デンバーやサクラメントといった西部の都市は、もともとは鉱山町だった。

### 日本
古代
古代日本において鉱業生産物のうち金属器は、弥生時代から青銅器の製造や鉄器の鍛冶はなされていたものの、鉱石や鉱物からの金属精錬は行われておらず、金・銀・銅（青銅）・鉄の金属素材全てが輸入品であった。中古青銅器や銅銭再利用の中国華北産インゴット（鋳塊）や朝鮮半島南部（伽耶）産鉄鋌（鉄板）、高句麗・新羅経由の黄金などが朝鮮半島からもたらされていた。砂鉄からの製鉄は古墳時代後期（6世紀）に国内採掘・精錬が始まったとみられるが、金・銀・銅は飛鳥時代から奈良時代の時期（7世紀末-8世紀半ば）である

。鉱物からの加工品という観点では先史時代からの石器以外に勾玉の存在があり、ヒスイ製勾玉は朝鮮半島も含め高い評価を得たことがわかる。
九州北部では弥生時代中期後半ごろから青銅器生産が行われており、那珂遺跡群、比恵遺跡、吉野ヶ里遺跡、乙隈天道町遺跡など多くの遺跡で、石製の青銅器の鋳型が多数発見されている。
瀬戸内海の淡路島には1世紀前半から半ばごろ、鉄器生産を行う広大な工房が建てられており、遺跡として五斗長垣内遺跡、舟木遺跡が発見されている。出土品は矢じりが多く、当時部族同士の争いも絶えなかったことを示しているが、その後、邪馬台国が台頭するとともにこの生産所は姿を消した。
筑紫島（九州）火山地帯などは鉱脈も豊富で、魏志倭人伝によれば、倭国の山には辰砂（丹。朱色の塗料で、仏像の鍍金などに使われる水銀の原料。）があり、女王卑弥呼は帯方郡へこれも献上しに行ったとされる。この時点での日本国内では赤色顔料としての需要のみである。
古墳時代の5世紀初頭にできたとされる海部王の亀塚古墳からは装飾品としてガラスの小玉が発見されている。
6世紀には百済から五経博士が渡来しており、鉱業技術の伝搬もあったと見られ、朱砂（真朱。辰砂の一種）から出た亜硫酸ガス中毒によるものと思われる鍛冶の死者の記録がある（『八幡宇佐宮御託宣集』、『弥勒寺建立縁起』）。一説に古代九州の鉱業は各所の八幡神社を拠点として発達し、口戸磨崖仏、臼杵磨崖仏など山奥の石仏群は、鉱業における死者を弔うためのもので、用明天皇が豊国の祖母山や小倉山を訪れたのも鉱業の査察のためだったという。当地は洞窟の大蛇と人の娘が子を作ったという伝説や、洞穴を祀る神社や石、岩を祀る神社などもあり、鉱業文化の色合いがある。その他、砂鉄の産出やたたら製法も盛んだったと見られる。
また、朝鮮半島の任那・加羅諸国の遺跡からは日本の勾玉が発見されており、貿易によって利益が得られていたことは当然に考えられる。
飛鳥時代の660年に百済が滅びたのちは渡来人が増え、鉱山開発や精製技術の発展を促した。新羅系渡来人は香春岳（福岡県）などを開発した（8世紀の『豊前国風土記』）。
奈良時代の708年には秩父の銅山（埼玉県）が発見され、和同開珎などの貨幣が製造された。また745年の東大寺の奈良大仏製作については、銅約449トン、錫約8.5トン、金約440kg、水銀約2.5トンが消費されている（『東大寺大仏記』）。万葉集に「仏造る 真朱足らずは 水たまる 池田朝臣が 鼻の上を掘れ」（大神奥守）の歌が見られるとおり、神社仏閣の建設や貨幣の鋳造に必要な鉱業はヤマト政権が大きな関心を寄せるところであった。平安時代の皇朝十二銭などの改鋳も鉱業が支えていた。
『日本書紀』によると、674年に対馬島司忍海造大国が同国で産出した銀（しろがね）を朝廷に献上したとされる。また、中国の史書『宋史』（1345年成立）では、983年に宋へ渡った日本僧奝然が皇帝太宗へ日本の国情を説明した上奏文に、「東奥州産黄金 西別島出白銀 以為貢賦（東の奥州は黄金を産出し、西の対馬は白銀を産出して租税とする）」とあることが知られる。この対馬銀山は13世紀に衰退するまで、日本を代表する銀山であった。
黄金も長らく輸入品であった。聖武天皇の発願による国家事業、奈良東大寺大仏建立は749年には大仏本体の鋳造が完了見込みであったものの、仏体を鍍金する黄金の量が決定的に不足していた。この不足を補うために遣唐使を派遣しての黄金購入も検討される。しかし陸奥守百済王敬福が、陸奥小田郡での黄金発見を報告したことで解消された。この奥州の産金より後の遣唐使では、現地滞在費用が砂金で支給された。これが後世の「黄金の国ジパング」への印象を作り上げた一因であったと考察されている。
また、朱砂と水銀に関する規定は神社の格式を決めた『延喜式』（905年）にも記載され、伊勢神宮地域の丹生鉱山もその一大産地であった。
中世
1309年（延慶2年）に発見され世界遺産にも登録された石見銀山は有名である。
近世
1610年（慶長15年）創業の下野国足尾銅山（栃木県）では長期に渡る深刻な鉱毒被害も発生した。江戸時代には硫黄を使った着火用の付け木も流通した。佐渡金山も併せ金銀銅の輸出は徳川幕府の財政を支えた。
近代
日本では、1872年5月4日（明治5年3月27日）、鉱山心得書が定められ（太政官）、鉱物はすべて政府所有、国家独占となり、開採権の政府専有が規定された。1873年7月20日、日本坑法が頒布され（太政官布告）、9月1日施行され、鉱山その他の坑業の規則が改定され、坑物関係全事項が工部省管轄となった。1890年9月26日、鉱業条例が公布、1892年6月1日施行された（日本坑法は廃止）。1892年3月16日、農商務省は鉱業警察規則を公布した（省令）、1905年6月22日改正公布（法律）。
1905年に鉱業法が3月8日公布、7月1日施行された。1905年3月13日鉱業抵当法公布、7月1日施行。1916年8月3日、農商務省は鉱夫労役扶助規則、鉱業警察規則改正を公布、いずれも9月1日施行。しかし1918年のイギリス人のハンス・ハンターの鯛生金山でも鉱毒被害が発生した。
1939年3月24日鉱業法が改正公布され、鉱業権者の無過失損害賠償責任および鉱害調停制度が新設された。現在も菱刈鉱山などが稼働している。

### アフリカ
近年、アフリカにおける冶金の発祥は紀元前3000年から紀元前2500年の頃に遡ると言われており、紀元前7世紀から紀元前6世紀の塊鉄炉（Bloomery）が発見されている。サハラ砂漠以南の地域と地中海沿岸部とのあいだでは先史時代から金や岩塩、象牙、獣皮などのサハラ交易が行われてきた。
1830年代にイギリス領ケープ植民地のオランダ系移民（ボーア人、アフリカーナー）約12000人が内陸に集団移住したグレート・トレックがあり、ボーア人はイギリスとの抗争ののちの1852年、サンド・リバー協定によりオレンジ自由国、トランスヴァール共和国（現南アフリカ）を開国していたが、1860年代以降にオレンジ自由国西部のキンバリーでダイヤモンド鉱山が発見され大量の白人の鉱山技師が流入した。1886年にはヨハネスブルグ近郊で豊富な金鉱脈が発見され、トランスヴァールからケープ植民地への鉄道も整備された。1899年のボーア戦争ののちは両国ともイギリスの植民地となり、1910年にはイギリスの自治領南アフリカ連邦が成立した。1934年にはイギリス連邦内で独立国家となったが（英連邦王国）、バントゥースタン制度などの人種隔離政策が推し進められ、シャープビル虐殺事件やアパルトヘイトは国際的に問題視され、同国は1961年に英連邦を離脱して南アフリカ共和国となった。
現在では、ブルキナファソ、マリ共和国、中央アフリカ、ニジェール（以上元フランス植民地）、スーダン（元エジプト・イギリス植民地）も金などの採掘を行っているが、盗掘、密輸がテロ資金源となっている問題や、テロの問題も抱えている。

## 鉱業の技法と手順

### 鉱山開発の段階

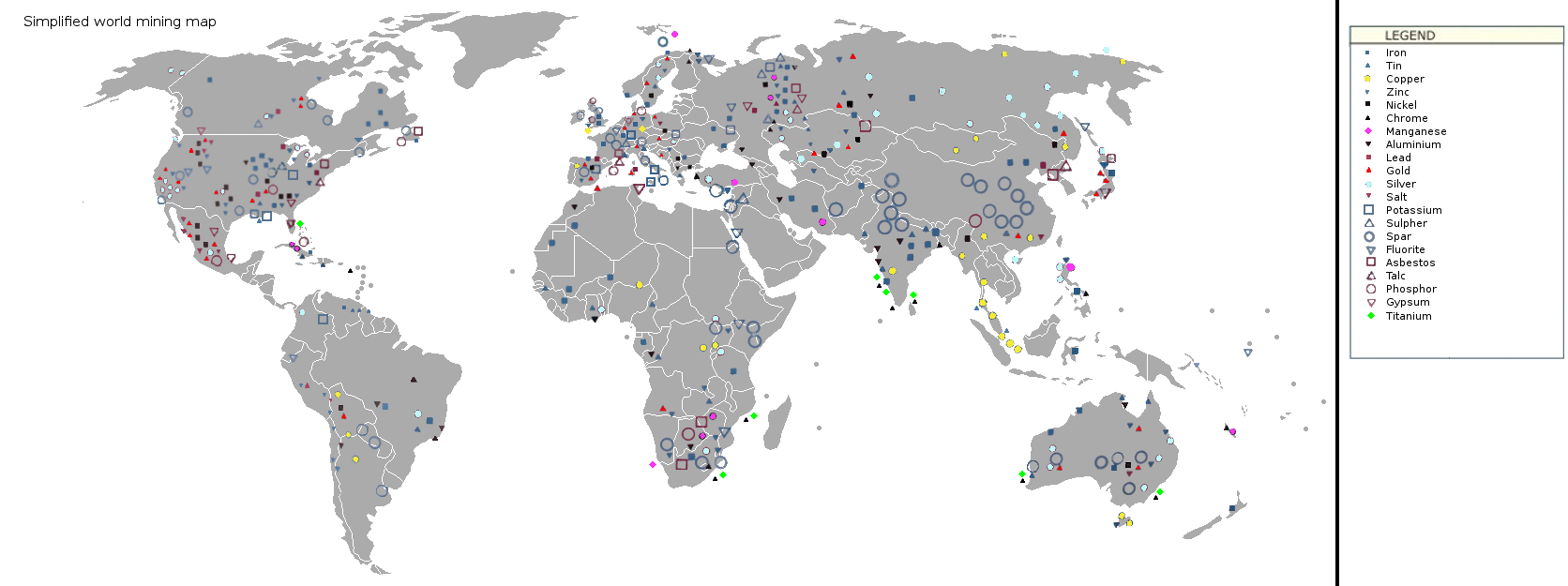
単純化した鉱山世界地図（クリックで拡大）

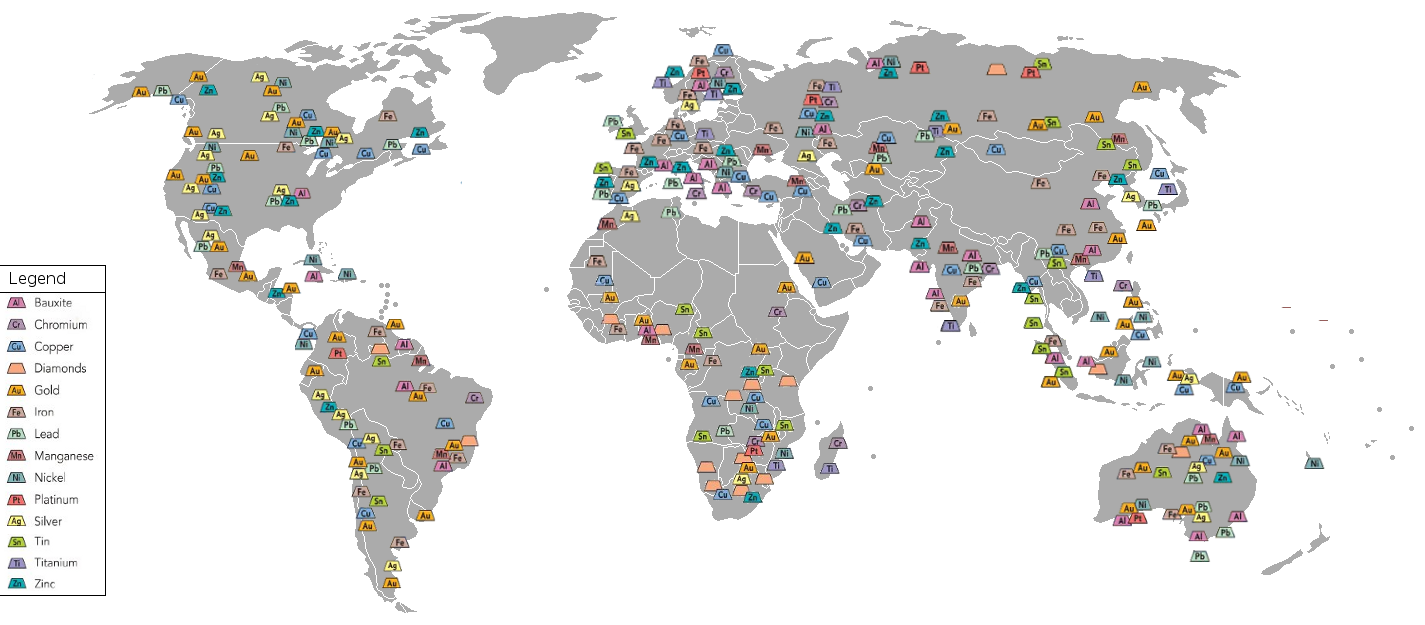
別の鉱山世界地図（クリックで拡大）

鉱体の発見から鉱物の採掘、さらにはその土地を自然な状態に戻すまでの鉱業の過程は、いくつかの段階からなる。まず鉱体の発見は、試掘や鉱物探査を行い、鉱石が見つかったら鉱脈の位置と範囲を確定する。このとき、鉱石の品質を推定し、数学的に資源量を推測する。この推定によって、鉱山開発を本格化する前に採算に合うかどうかを判断する。さらに技術的要素と経済状況を勘案し、鉱山として開発するかどうかを決定する。開発が決定すると採掘した鉱石を処理する各種設備を建設し、掘削を開始する。掘削と鉱石の回収は、採算が合う間は続行される。採算に合わなくなると、採掘をやめて、その土地を将来別の用途に使えるように自然な状態に戻す作業を開始する。

### 鉱業技術
鉱業技術は、露天掘りと地下掘りの2種類の掘削技法に分類される。地表掘りの方が産出量が多く、アメリカでは85%の鉱物（石油や天然ガスを除く）が露天掘りで採掘されており、金属鉱石では98%にのぼる。採掘対象は大きく2種類に分けられる。漂砂鉱床 (placer deposit) は、鉱物を含んだ砂礫層や他の固結していない沖積層に有用な鉱物が含まれているものを指す。鉱脈鉱床 (lode deposit) は、鉱物が鉱脈の形で地層の中にあり、鉱物は硬い岩の中に含有されている。漂砂鉱床と鉱脈鉱床のどちらも、露天掘りの場合もあるし、地下掘りの場合もある。
漂砂鉱床の場合、洗鉱桶などの重力を使った選鉱法を使う。不要な砂粒などを取り除くため、洗ったり揺すったりする。鉱脈鉱床の場合、鉱石を粉砕して粉末状にしないと選鉱できない。粉砕後の選鉱法には物理的手法と化学的手法を組み合わせて使う。
ウランや希土類元素の鉱山では、原位置抽出法などのあまり一般的でない技法が使われる。抽出対象となる鉱物は可溶性でなければならない。すなわち、塩化カリウム、塩化ナトリウム、硫酸ナトリウム、酸化ウランなど水溶性のものが対象となる。
露天掘りでは、地表の土壌や植物、場合によっては岩盤を取り除いて鉱床をあらわにさせる。地表掘りに分類される採掘技法はいくつかある。open-pit mining では、地表から大きな穴を掘り下げていって採掘する。採石場も一般に露天掘りで建材用の石を採掘する。strip mining では open-pit のように掘り下げず、地表に近いところに沿って存在する鉱脈を追って採掘していく。mountaintop removal mining は石炭の採掘によく見られ、山の山頂や稜線に沿って採掘を行う。漂砂鉱床は地表に近いところにあることが多いため、露天掘りされることが多い。landfill mining はゴミなどを埋め立てた場所（最終処分場）を採掘し、なんらかの資源を取り出す技法を指す。
地下掘りは坑道や縦坑を掘り、地下の鉱脈を採掘する技法である。採掘した鉱石や不要な岩などは坑道や縦坑で地表まで運搬する。地下掘りは坑道の種類や掘削方法で分類される。ひ押し掘りは、水平方向に坑道を掘っていく方式を指す。斜坑掘りは斜めに坑道を掘っていく方式、立坑（縦坑）掘りは垂直な縦坑を掘って行く方式である。他にも、shrinkage stope mining は地下の部屋から上方に向かって掘り進んでいく場合を指し、長壁採掘法は鉱脈に沿って坑道を掘り、その壁面から一斉に採掘する方式を指す。また、鉱床が広く分布する場合は上の重量を支える柱を適当に残しつつ、部屋を作るように掘り進める柱房式採掘法もある。柱房式採掘の最終段階では、柱を取り除いて人為的に落盤させ、上の岩盤に含まれていた鉱石を採取しやすくする retreat mining という手法を使うことが多い。

### 機械

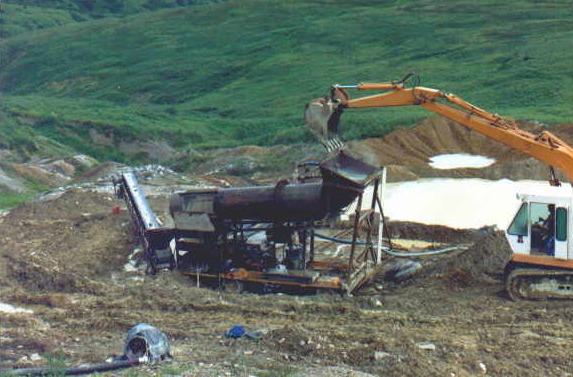
アラスカの Blue Ribbon 漂砂鉱山。金を含む砂礫を鉱石篩に放り込んでいるところ

鉱業では採掘や選鉱に大型の機械を必要とする。また閉山時に埋め戻すには、鉱石以外の岩も保存しておく必要がある。ブルドーザー、ドリル、爆薬、トラックなどが採掘には必要である。砂鉱採掘の場合、砂利や堆積物をホッパーと振動スクリーンまたは鉱石篩から成る機械に投入し、鉱物とそれ以外の成分を分離させる。そして、洗鉱桶またはジグを使って鉱物を集める。大型のドリルは、縦坑を掘ったり、採掘場で採掘したり、分析用のサンプルを採取するのに使う。トロッコは坑夫や鉱石の運搬に使われる。地下掘りの鉱山では縦坑にリフトを設置して、坑夫や鉱石、さらには掘削機械などの運搬に使う。露天掘りでは大型トラック、油圧ショベル、クレーンなどを使って掘削した岩や鉱石を運搬する。処理加工工場では、大型の破砕機、粉砕機、反応炉、焙焼炉などの機械を使い、鉱物の成分を集め、必要な化合物や金属を鉱石から抽出する。

### 冶金学
金属精錬は冶金学の中でも、鉱石から価値のある金属を精錬する方法で適切な工業製品への道筋を立てる分野であり、特に電子、化学的または力学的手段を研究しているが、探鉱学と違い地球物理学から遠のき、むしろ機械・電子・エネルギー産業分野で精密な合金設計が展開されている。選鉱は冶金学の中でも、粉砕し洗浄することで脈石と価値のある金属や鉱物を分離しやすくする手法を研究する分野である。ほとんどの金属は鉱石内で酸化物または硫化物の形態で存在するため、金属を取り出すには酸化還元反応などが必要になる。そのために化学的な精錬法や電気を使った精錬法を使用する。

## 環境への影響

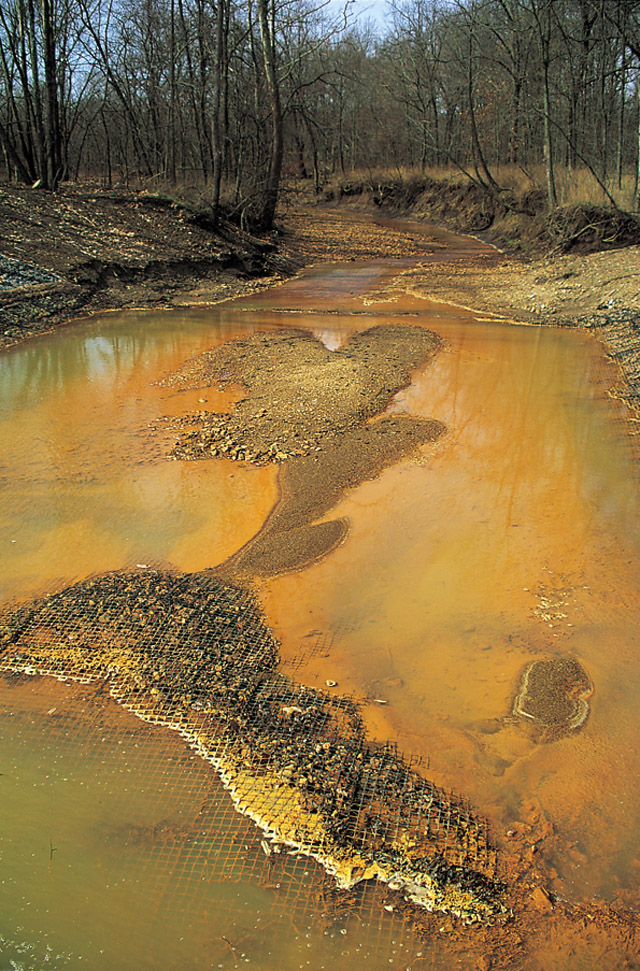
露天掘りの炭鉱からの酸性の排水により、水酸化鉄が流れに沈殿している。

鉱業における環境問題としては、侵食、地面の陥没、生物多様性の喪失、土壌や地下水や地表水の化学物質による汚染などがある。場合によっては、掘り出した土や岩の置き場所を確保するために、周辺の森林を伐採することもある。環境への被害だけでなく、化学物質による汚染は周辺の人々の健康にも悪影響を与えることがある。多くの国では鉱業に対して環境規制を課しているが、規制が実施されていない地域も多く、鉱業会社は自主規制を行っている。1992年、リオ地球サミットで国連多国籍企業センター(UNCTC)が多国籍企業の行動指針案を提案したが、持続可能な開発のための経済人会議 (BCSD) と国際商業会議所 (ICC) が自主規制を主張した。これを受けて Global Mining Initiative により業界団体である国際金属・鉱業評議会 (ICMM) が創設され、国際的な自主規制を行うようになった。鉱業界は様々な非営利団体に資金提供するようになり、その後先住民の権利を主張する戦いは低調になっている。
鉱業は尾鉱と呼ばれる多量の廃棄物を出し、それらが鉱業における最大の環境問題とされている。例えば、銅を1トン生産するのに99トンの廃棄物を出すし、金鉱ではその比率がさらに高くなる。尾鉱は有害な場合もある。尾鉱の多くはスラリーと呼ばれる懸濁液の形で排出され、天然の谷などに作られた池に捨てられている。このような池はダムまたはフィルダムなどの形態でせき止められている。これを鉱滓ダムという。2000年現在、全世界の鉱滓ダムは3,500あると見積もられ、毎年2件から5件の重大な事故があり、35件の小さな事故が起きていると報告されている。例えば、1996年のマーコッパー鉱山事故では200万トン以上の尾鉱が付近の川に流出した。尾鉱は水中に投棄されることもある。鉱業界は海中への尾鉱投棄が理想的だと主張しているが、アメリカやカナダではその方法は禁止されており、開発途上国で主に行われている。
国際標準化機構 (ISO) は ISO 9000 や ISO 14001 を正しく運用されている鉱山に「監査可能な環境管理システム」として適用している。認可にあたっては短期間の検査しか行われず、厳密さを欠いているという批判もある:183-4。セリーズのグローバル・リポーティング・イニシアティブを通して認可してもらうこともできるが、その報告は自発的なもので検証されない。他にも主に非営利団体による様々なプロジェクトが様々な認可プログラムを運営している:185-6。

## 規制と世界銀行の関係
世界銀行は1955年から鉱業に資金提供しており、主に国際復興開発銀行の補助金と多国間投資保証機関のカントリーリスク保証の形で行っている。1990年までに50の鉱業プロジェクトに20億ドルを提供しており、廃鉱の自然環境復旧、未開発地域の鉱山開発、鉱物処理加工、技術支援などがある。中には批判されているプロジェクトもあり、例えば1981年に始まったブラジルの Ferro Carajás プロジェクトなどがある。世界銀行は1988年、45の鉱業会社に海外投資を増大させるためにどういう環境が必要かを聞き取り、その方向に沿って鉱業規制を策定した:20。
1992年、世界銀行は The Strategy for African Mining という報告書を端緒として、新たな規制によって国有の鉱業会社の民営化を要求しはじめた。1997年、中南米最大の鉱業会社ヴァーレ (CVRD) が民営化された。フィリピンでも1995年に鉱業法を制定するといった動きがあり、世界銀行は新たな報告書 (Assistance for Minerals Sector Development and Reform in Member Countries) を公表し、その中で環境アセスメントと地元住民への注意喚起の義務化を掲げた。この報告書に基づく新たな規制は、開発途上国の法律に影響を与えている。この新たな規制では、関税を撤廃するなどの免税期間を設定して開発を奨励することを意図していた:22。この規制の影響をケベック大学の研究グループが調査し、規制によって海外投資が促進されたが、持続可能な開発という意味では不十分であることを指摘している。天然資源の豊富さが経済発展にマイナスの影響を及ぼすことを資源の呪いと呼ぶ。

## 鉱業界
試掘と採掘は個人企業家や中小企業が行うこともあるが、多くの鉱山は膨大な資金を背景に大企業が開発している。鉱業界は多国籍企業も含めた巨大企業がそのほとんどを占めている。しかし鉱業界は実際には、新たな資源の試掘を専門とする業界と、その結果に基づいて鉱山を開発・運営する業界に分けられる。試掘を専門に行う企業は公共投資に依存した中小企業が多い。鉱山を運営する企業は多国籍企業などの大企業が多く、鉱山の運営によって生ずる利益で企業として成り立っている。他にも、鉱業用機械の製造業者、環境試験業者、冶金分析業者などが鉱業界の一部となっている。
鉱山運営企業は、資源の種類によって5種類に分類できる。石油・天然ガス採掘業、炭鉱業、金属鉱業、非金属鉱業、採石業の5つである。世界経済への影響という意味では、中でも石油・天然ガス採掘業が重要である。資源探査は、最近では地震波を用いた探査や人工衛星からのリモートセンシングなどのテクノロジーを用いている。

## 安全性

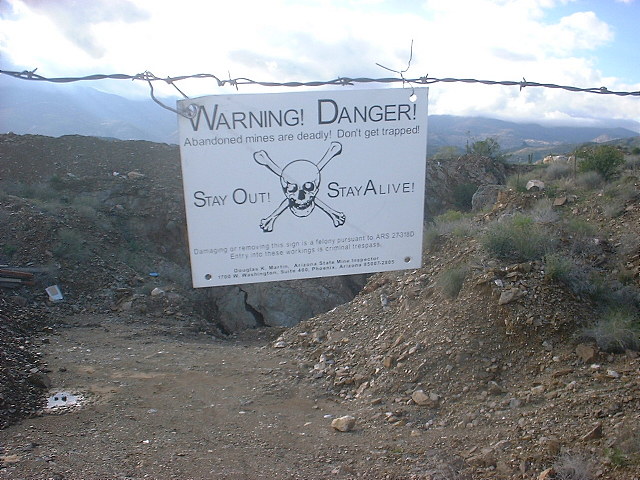
アリゾナ州の廃鉱にある危険を知らせる看板

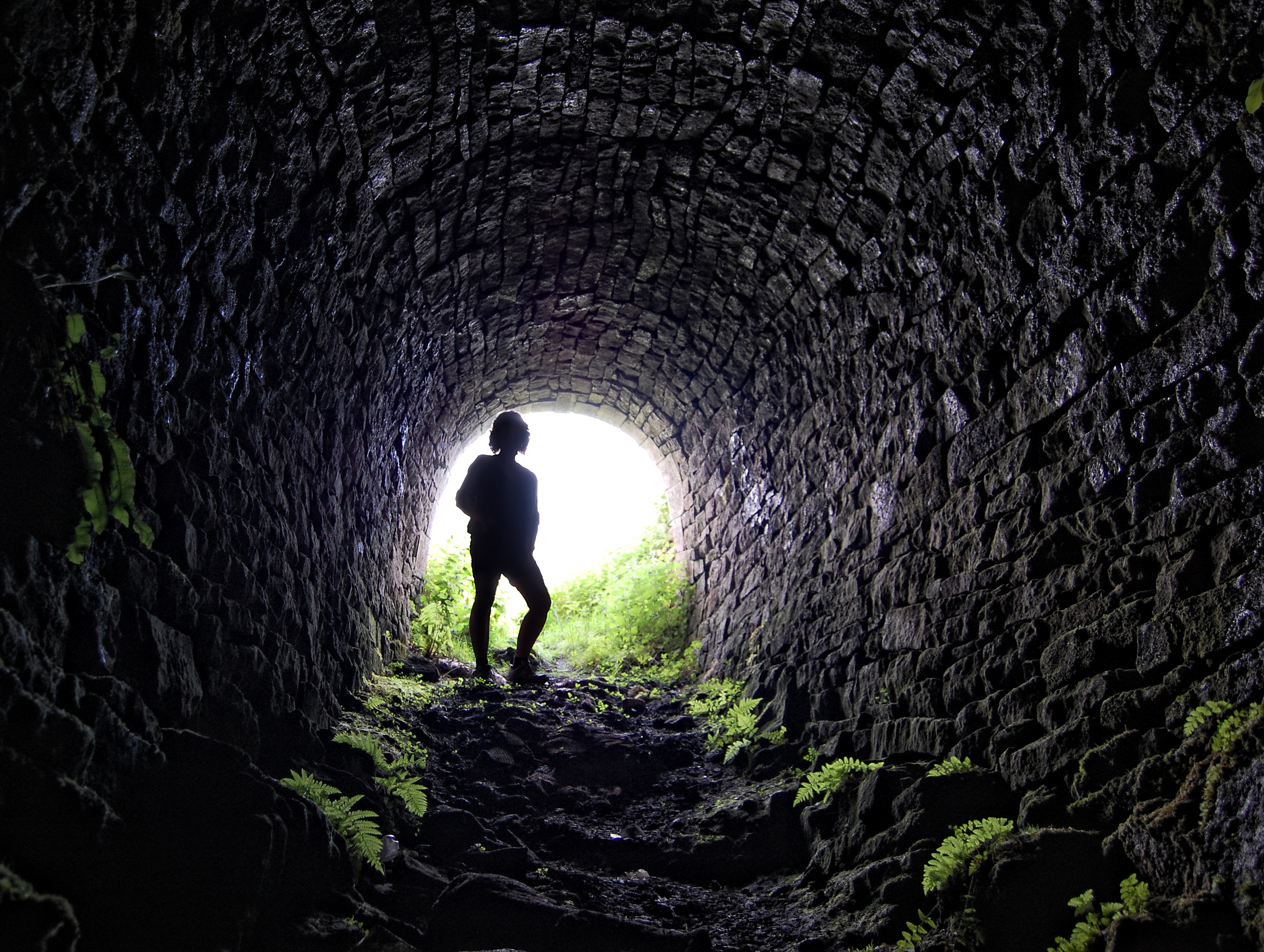
イングランド ヨークシャーの廃鉱の入り口

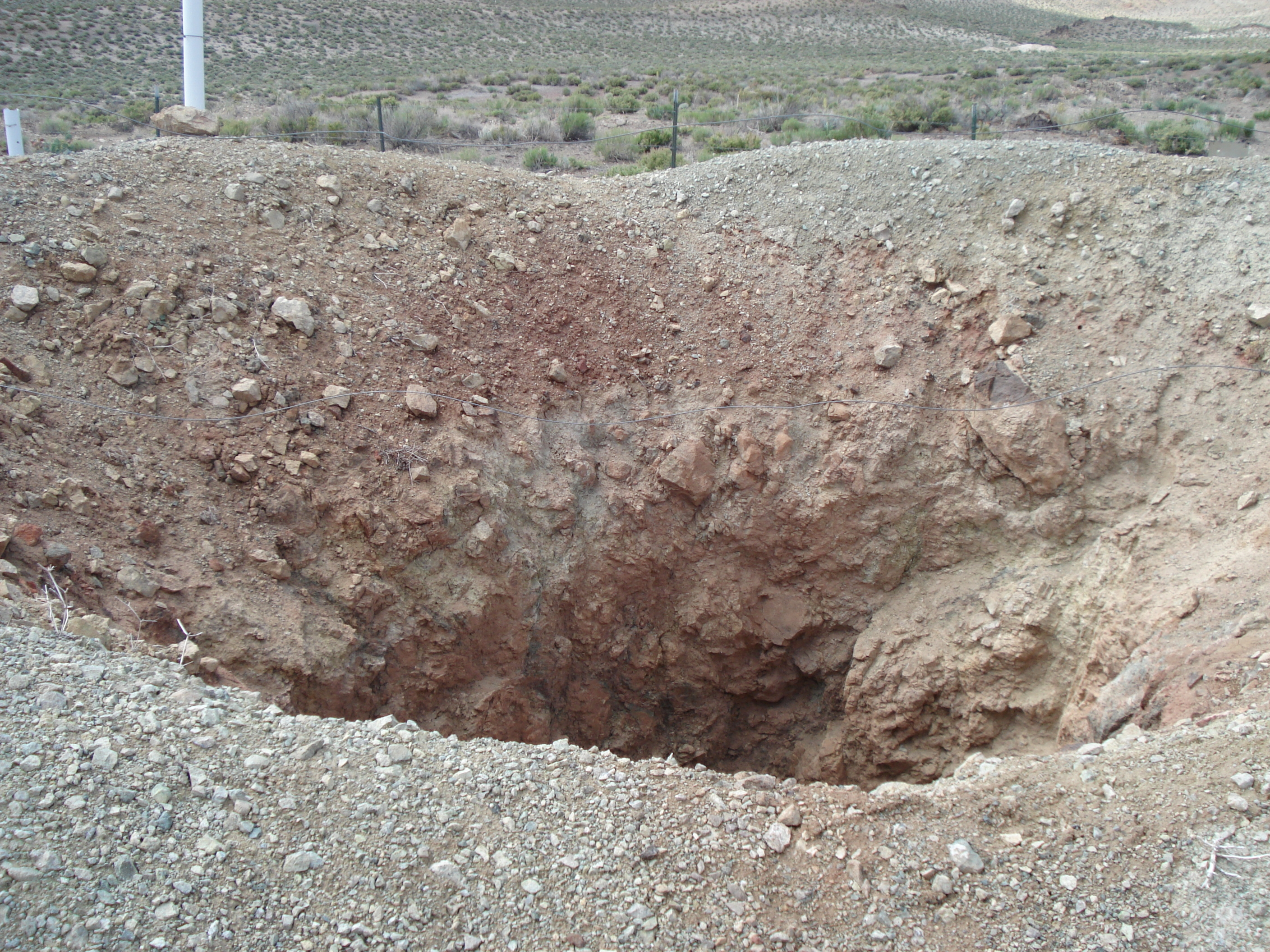
ネバダ州の廃鉱

鉱業、特に地下掘りの鉱山は常に危険と隣り合わせだったが、現在はかなり安全性が向上している。しかし、鉱山事故が発生すると注目を集める。坑夫にとっては坑道の換気が重要である。地下掘りの鉱山で換気が不十分だと、有毒ガス、熱、塵などの危険にさらされることになり、人体に悪影響を及ぼし、最悪の場合は死に至ることもある。メタンなどの坑道内の空気汚染物質は一般に、換気によって希釈するか、坑道内の空気に混じる前に捕らえて排出するか、遮断壁などで混じらないようにする。炭鉱では、メタンガスによる爆発や石炭の粉塵による粉塵爆発が起きやすい。坑道内のガス自体が人体に有害な場合もあるし、酸素濃度が低下して窒息する場合もある。このためアメリカでは坑道内で作業する場合、ガス検出装置の携行を義務付けている。ガス検出装置は一般に一酸化炭素、酸素、硫化水素などの気体を検出でき、爆発下限界を示すことができる。ナノテクノロジーなどの新たな技術でガス検出も進化している。高温多湿の環境も熱中症などの原因となり、死を招く危険性がある。粉塵は珪肺、石綿肺、塵肺など、肺の疾患の原因となりうる。換気システムは、鉱山の作業エリア全体の空気の流れを強制的に作る。坑道内の空気の循環は、地上に置かれた大型の鉱山用換気扇で行う。全作業鉱区に新鮮な空気が行き渡るよう、坑道内に一方向の空気の流れを作る。
落盤も鉱山の安全性の大きな問題の1つである。地下坑道を木材で補強することで落盤事故の危険性は低減されるが、偶発的な事故は発生しうる。狭い坑道で重機を使うことも危険を伴い、安全対策が改善されてきたにもかかわらず、採掘作業は相対的に危険な仕事と言える。

### 廃坑
アメリカ合衆国内だけでも、56万箇所ほどの廃坑が存在する。廃坑を軽い気持ちでトレーニングなしに探検しようとすることは、非常に危険である。古い鉱山は危険なことが多く、致死性のガスが溜まっていることもある。坑道内に溜まった水は、その下に深い穴が隠されていたり、水の中に危険なガスが溶け込んでいる可能性がある。また、風雨に侵食されて脆くなっている可能性があるため、特に坑道の入り口付近は危険性が高い。古い坑道は空気中の酸素が少なくなっていることがある。
鉱山#閉山も参照

### 聴覚障害
坑夫は地殻の硬い岩盤を砕くような強力な機器を使う。このような機器を地下坑道のような閉鎖空間で使うと聴覚障害を起こすことがある。例えば、ルーフボルト機の発生する音は、音圧レベルが115dBにも達する。地下坑道では残響効果もあるため、耳を正しく保護していないとろう者となる危険性もある。また、この音圧レベルはアメリカでの労働安全基準を超えている。

## 記録
2008年現在、最も深い鉱山は南アフリカ共和国のカールトンヴィルにあるタウトナ鉱山で、3.9kmの深さである。それ以前は、同じ南アフリカの北西州にある Savuka 鉱山が3,774mで最も深かった。世界最深を初めて宣言したのも同じ南アフリカの East Rand Mine で、その記録は3,585mであり、当時タウトナ鉱山の深さは3,581mだった。ヨーロッパで最も深い鉱山はフィンランドの Pyhäsalmi Mine で1,444mである。ヨーロッパでの第2位はイングランドの Boulby Mine で1,400m（縦坑の深さは1,100m）である。
露天掘りで世界一深い鉱山はアメリカ合衆国ユタ州の Bingham Canyon Mine で、1,200mの深さである。
海面からの深さが最も深い露天掘り鉱山は、ドイツのハンバッハ鉱山で、海面下293mの深さである。
規模が最も大きな地下鉱山はチリのエルテニエンテで、地下2,400mまで坑道があり、毎年42万トン程度の銅を産出している。最も深い試錐坑はコラ半島超深度掘削坑で、12,262mの深さである。ただし、この試錐坑は鉱業目的のものではなく、純粋に科学的なものだった。